# Världsmästerskapen i mountainbikeorientering 2009
Världsmästerskapen i mountainbikeorientering 2009 avgjordes i Ben Shemen i Israel den 9-16 augusti 2009. 

## Medaljörer

### Herrar

#### Sprint[1]
1. Adrian Jackson,  Australien, 23.19
2. Lasse Brun Pedersen,  Danmark, 23.30
3. Ruslan Gritcan   Ryssland, 23.56

#### Medeldistans[1]
1. Adrian Jackson,  Danmark, 56.27
2. Søren Strunge,  Tjeckien, 57.09
3. Lubomir Tomecek,  Danmark, 57.17

#### Långdistans[1]
1. Adrian Jackson,  Australien, 1:32.41
2. Ruslan Gritsan,  Ryssland, 1:35.25
3. Matthieu Barthelemy  Frankrike, 1:36.23

#### Stafett[1]
1. Ryssland (Maxim Zhurkin, Ruslan Gritsan, Anton Foliforov), 2:04.26
2. Tjeckien (Radek Laciga, Jiri Hradil, Lubomir Tomecek), 2:05.26
3. Finland (Tuukka Turkka, Samuli Saarela, Juho Saarinen), 2:05.43

### Damer

#### Sprint[1]
1. Hana Bajtosowa,  Slovakien, 22.37
2. Marika Hara,  Finland, 23.00
3. Michaela Gigon,  Österrike, 23.34

#### Medeldistans[1]
1. Marika Hara,  Finland, 52.22
2. Michaela Gigon,  Österrike, 53.23
3. Christine Schaffner,  Schweiz, 53.44

#### Långdistans[1]
1. Christine Schaffner,  Schweiz, 1:31.11
2. Sonja Zinkl,  Österrike, 1:33.00
3. Hana Bajtosova,  Slovaiken, 1:33.07

#### Stafett[1]
1. Österrike (Elisabeth Hohenwarter, Sonja Zinkl, Michaela Gigon), 2:25.18
2. Schweiz (Maja Rothweiler, Ursina Jaggi, Christine Schaffner), 2:25.52
3. Ryssland (Nadya Mikryukova, Tatiana Repina, Ksenia Chernykh), 2:27.23